# Fernando Vaz (médecin)
Pour les articles homonymes, voir Vaz.
Ne doit pas être confondu avec Fernando Vaz (football).
Fernando Vaz est un médecin et ancien ministre de la Santé du Mozambique.
En 1984, en pleine guerre civile du Mozambique, il a mis en place un programme pour former le personnel médical de niveau intermédiaire à la chirurgie générale d'urgence,.
Il est ensuite devenu professeur à l'Institut Supérieur de Sciences de la santé à Maputo.